# Лахав 433

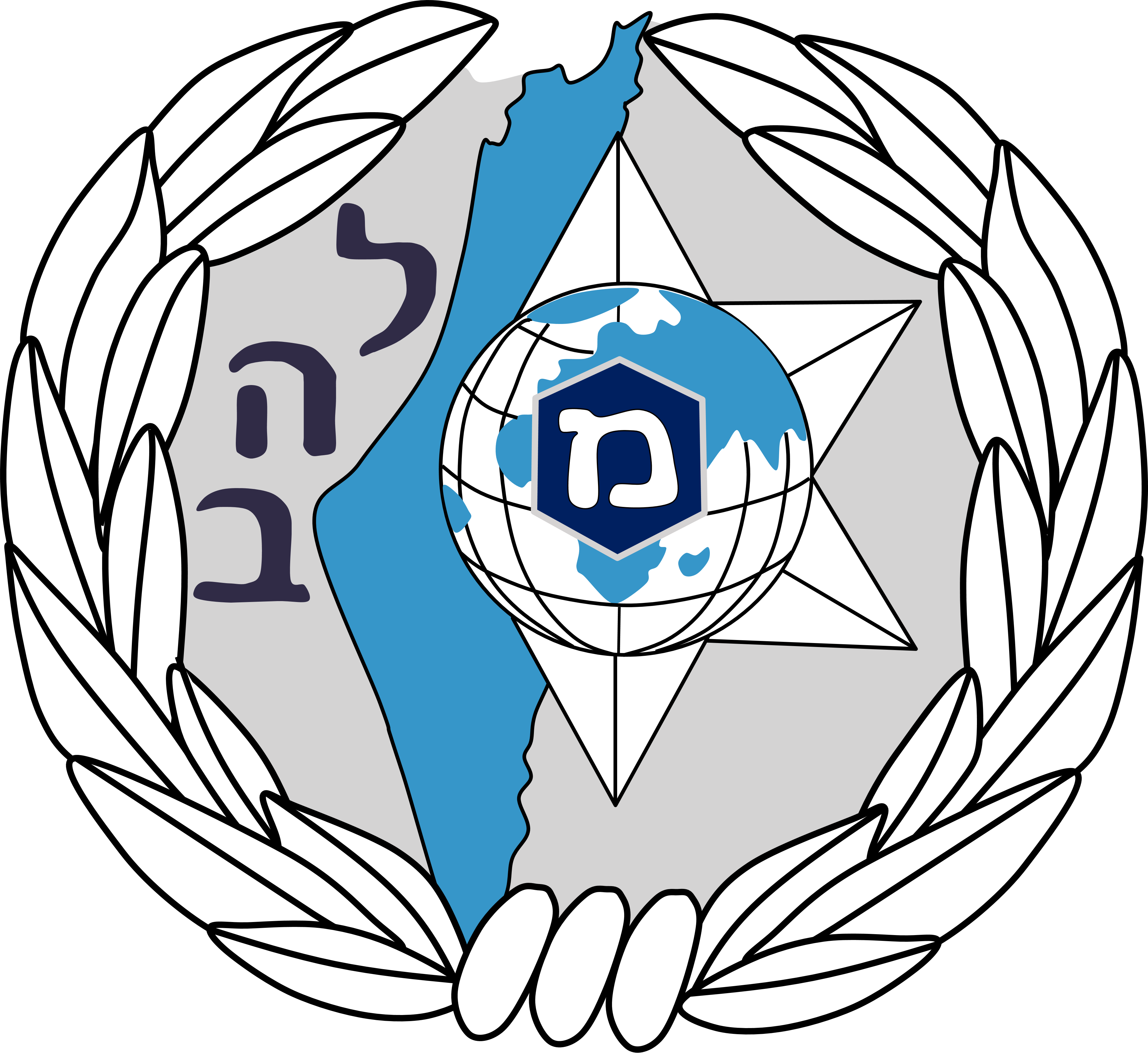
Эмблема Лахав 433

Ла́хав 433 (ивр. יחידת להב 433‎ Ехидат Лахав Арба Шалош Шалош, англ. Lahav 433, слово «лахав» дословно означает острие, лезвие или клинок) — израильское специальное подразделение в рамках израильской полиции, созданное 1 января 2008 года. Также известно как «израильское ФБР». Подразделение было создано путём объединения пяти правоохранительных служб в одну. Её задачами являются расследование преступлений национального масштаба, коррупции и особо тяжких преступлений.
Подразделение было создано по инициативе тогдашнего министра внутренней безопасности Ави Дихтера, главы израильской полиции Дуди Коэна, а также главы отдела расследований (впоследствии также глава израильской полиции) — Йоханана Данино.

## Устройство
Основная база организации находится в городе Лод в центре Израиля. Цифры «433» в названии обозначают: «4» — количество региональных представительств по стране, а «33» означает код подразделения «Гидоним» — специального полицейского управления, расположенного в столичном округе Иерусалима.
- отдел по борьбе с мошенничеством (ивр. יאח"ה‎, Яха)
- отдел по расследованию международной преступности (ивр. יחב"ל‎, Яхбаль)
- отдел по расследованию экономических преступлений (ивр. יאל"כ‎, Ялах)
- отдел по борьбе с угонами автомобилей (ивр. אתג"ר‎, Этгар)
- отдел «Гидоним» — контртеррористическое подразделение, базирующееся в Иерусалиме.

## Начальники
Все начальники подразделения носят звание генерал-лейтенанта — (ивр. ניצב‎, «Ница́в»)
- Январь 2008 — январь 2009: Йоав Сегалович
- Январь 2009 — октябрь 2009: Йорам Ха-Леви
- Октябрь 2009 — июль 2012: Давид Манцур
- Июль 2012 — сентябрь 2013: Мени (Менахем) Ицхаки
- Сентябрь 2013 — февраль 2014: Менаше Арвив
- Февраль 2014 — август 2014: без начальника
- Август 2014 — март 2018: Рони Ритман
- Март 2018 — май 2020: Игаль Бен-Шалом
- С мая 2020: Моти Леви

## Резонансные дела

### 2014 год
- Расследование появления в интернете фотоколлажей на действующих политиков в нацистской форме[3].
- Подготовка уголовного дела против бывшего генерального директора представительства компании Visa в Израиле Боаза Чачика и против самой компании Visa Cal по подозрению в мошенничестве[4].
- Арест мэра и пятерых сотрудников мэрии города Рамат-Ган по обвинению в коррупции и получении взяток[5].
- Задержание и передача дела в суд в отношении бывшего министра туризма Израиля Стаса Мисежникова по подозрению в получении взяток и фальсификации результатов государственных конкурсов (тендеров)[6].
- Раскрытие международной сети по отмыванию преступных доходов и арест израильтян, причастных к этой деятельности[7].
- Расследование случаев коррупции при медицинском туризме в больницу Ихилов (Медицинский центр имени Сураски)[8].
- Расследование коррупционного скандала, связанного с бывшим премьер-министром Эхудом Ольмертом, подозреваемым в попытках помешать следствию, оказывая давление на ключевого свидетеля[9]

### 2013 год
- Арест бывшего главного раввина Израиля Йоны Мецгера по подозрению в коррупции и получении взяток в бытность его главным раввином[10].

### 2012 год
- Арест израильтян, причастных к нелегальной торговле органами[11].